# UFC Fight Night: Santos vs. Ankalaev
UFC Fight Night: Santos vs. Ankalaev (también conocido como UFC Fight Night 203 y UFC on ESPN+ 61) fue un evento de artes marciales mixtas producido por Ultimate Fighting Championship que tuvo lugar el 12 de marzo de 2022 en las instalaciones del UFC Apex en Enterprise, Nevada, parte del área metropolitana de Las Vegas, Estados Unidos.

## Antecedentes
Un combate de peso semipesado entre el ex aspirante al Campeonato de Peso Semipesado de la UFC Thiago Santos y Magomed Ankalaev sirvió como evento principal.
Se programó un combate de peso pluma entre Joshua Culibao y Damon Jackson para el evento. Sin embargo, Culibao fue retirado del evento por razones no reveladas y fue sustituido por Kamuela Kirk.
La ex Campeona Femenina de Peso Mosca de KSW Ariane Lipski y JJ Aldrich tenían previsto enfrentarse en un combate de peso mosca femenino. Sin embargo, Lipski fue destituida por razones no reveladas y sustituida por Gillian Robertson.
Mandy Bohm tenía previsto enfrentarse a Sabina Mazo en un combate de peso mosca femenino en el evento. Sin embargo, Bohm se retiró del combate por razones no reveladas y fue sustituido por Miranda Maverick.
Se esperaba un combate de peso ligero entre Ricky Glenn y Drew Dober en el evento. Sin embargo, una semana antes del evento, Glenn se retiró debido a un desgarro en la ingle y fue sustituido por Terrance McKinney.

## Premios de bonificación
Los siguientes luchadores recibieron bonificaciones de $50000 dólares.
- Pelea de la Noche: No se otorgó ninguna bonificación.
- Actuación de la Noche: Song Yadong, Khalil Rountree Jr., Cody Brundage, y Azamat Murzakanov